# Hoài An (nhạc sĩ, sinh 1977)
Hoài An hay Võ Hoài An, Hoài An (Võ) (tên đầy đủ Võ Đại Hoài An, sinh ngày 16 tháng 1 năm 1977) là một nhạc sĩ người Việt Nam. Anh có nhiều ca khúc nổi tiếng như Tình thơ, Nếu phôi pha ngày mai, Tình khúc vàng và Nếu mai rời xa.
Hoài An là con của nhà giáo Võ Đại Mau, người viết nhiều sách trong lĩnh vực toán học. Gia đình anh có 7 anh chị em. Anh có em trai là nhạc sĩ Võ Hoài Phúc (tên đầy đủ Võ Đại Hoài Phúc) - tác giả bài hát nổi tiếng Hoang mang. Đến nay Hoài An đã và đang cộng tác với Trung tâm Thúy Nga được hơn 15 năm.

## Quá trình hoạt động
Nhạc sĩ Hoài An là Giám đốc Âm nhạc của các chương trình:
- Gương Mặt Thân Quen Nhí 2015 - VTV3
- Gương Mặt Thân Quen 2016 - VTV3
- Gương Mặt Thân Quen Nhí 2016 - VTV3
- Thần Tượng Âm nhạc Nhí (Vietnam Idol Kids) 2016 - VTV3
- Ca Sĩ Giấu Mặt mùa 2 (Hidden Singer, season 2) - THVL
- Mặt Nạ Ngôi Sao (King of Mask Singer) - HTV7

Anh đồng sở hữu Công ty Nghệ sĩ Việt, chuyên cung cấp bản quyền nhạc số, sáng tác nhạc cho quảng cáo TV, chương trình truyền hình, phim, game..., tổ chức sự kiện và chương trình biểu diễn, quản lý nghệ sĩ và trung tâm đào tạo nghệ thuật và kỹ năng sống.
Hoài An còn là biên tập viên báo tin học Echip từ năm 2003-2007 và Sóng Nhạc.

## Hoạt động khác - Nhạc quảng cáo
Nhạc sĩ Hoài An còn tham gia sáng tác nhạc nền, ca khúc cho phim truyện, phim truyền hình nhiều tập, quảng cáo TV (30s, 45s, 60s), chương trình truyền hình, phim tài liệu doanh nghiệp (3m, 5m, 10m) và các dự án truyền thông, game, web.
Anh cũng tham gia huấn luyện các khóa bồi dưỡng trình diễn, sáng tác âm nhạc, quản lý nghệ sĩ, sản xuất truyền thông, bản quyền nội dung số và quảng cáo.
Một trong những cuốn sách do Hoài An biên soạn là quyển Kỹ thuật thực hành và tự học guitar (Nhà xuất bản Trẻ - First News).
- Đại sứ thương hiệu Coca - Cola Vietnam 2009-2010
- Đại sứ Hàng Việt Nam chất lượng cao
- Coca - Cola TVC (Không thử sao biết 2009 [2][3][3][2][2][2][2][2], 2010)
- Neptune TVC (2011 - 2013 - 2015)
- Comfort Bung Tỏa Hương Xuân 2015
- Ca khúc cho chiến dịch Vinamilk Sure Prevent - Lời con muốn nói (2014)
- Green Tea TVC (2009)
- Ca khúc thiếu nhi Safewat và Bé ngoan rửa tay (2014) cho Tổ chức Dịch vụ Dân số Quốc tế PSI
- Nhạc chủ đề "Chí anh hùng" cho game Thuận Thiên Kiếm
- Nhạc phim truyền hình "Những ngày hè xanh", "Lối rẽ"

## Hoạt động Hội Đoàn
- Hội viên Hội Âm nhạc TP. Hồ Chí Minh (từ năm 2001)
- Hội viên Hội Nhạc sĩ Việt Nam (từ năm 2003)
- Đại biểu đơn vị TP. Hồ Chí Minh tại Liên hoan Thanh niên tiên tiến làm theo lời Bác  - Miền Đông Nam Bộ lần IX/2009
- Bằng khen Thành đoàn TP. Hồ Chí Minh năm 2001, là nhạc sĩ có thành tích xuất sắc trong chiến dịch tình nguyện Mùa hè xanh.
- Danh hiệu Thanh niên Tiên tiến năm 2003 do Thành đoàn TP. Hồ Chí Minh trao tặng.
- Bằng khen của Chủ tịch Ủy ban Nhân dân TP. Hồ Chí Minh năm 2016
- Bằng khen của Chủ tịch Ủy ban Nhân dân tỉnh Bạc Liêu năm 2016

## Tác phẩm
Nhạc sĩ Hoài An đã phát hành hơn 500 ca khúc, nổi bật là những bài hát:
- Angel
- Chuyến bay hạnh phúc
- Dòng sông băng
- Đã không yêu thì thôi
- Đành thôi quên lãng
- Đừng giấu trong lòng
- Feel the lights
- Hãy cho tôi ngày mai
- Khúc hát ngày thơ
- Khung trời ngày xưa
- Kiều ca
- Mãi mãi một tình yêu
- Mysterious night
- Nếu chỉ còn một ngày để sống
- Nếu phôi pha ngày mai
- Người đến sau
- Ở nơi đó em cười
- Phố hoa
- Phút giây giao thừa
- Tình hồng
- Tình khúc vàng
- Tình ngăn cách
- Tình thơ
- Tình yêu diệu kỳ
- Tình yêu lung linh
- Trương Chi - Mị Nương
- Vai chính - vai phụ
- Xin bình yên về qua đây
- Xin lỗi anh

Và nhiều bài hát khác

## Giải thưởng
- Làn Sóng Xanh 2000, 2001, 2002
- Giải Ấn Tượng - báo Mực Tím năm 2000
- Giải Mai Vàng - báo Người Lao động năm 2001[2]
- Nghệ sĩ được yêu thích nhất - Nhà văn hóa Thanh Niên 2003
- VTV - Bài hát tôi yêu 2003, 2004, 2005
- Giải Ngôi sao Bạch Kim - Nhạc sỹ được yêu thích nhất 2007
- 10 năm Làn Sóng Xanh 1998-2008